# USS Montezuma (1798)
Pour les autres navires du même nom, voir USS Montezuma.
L’USS Montezuma est un sloop marchand construit en Virginie en 1795. Le 26 juin 1798, il est racheté par l'US Navy grâce au Naval Act of 1798, afin de protéger le commerce américain dans les Caraïbes durant la quasi-guerre

## Histoire
Le 3 novembre 1798, l'USS Montezuma quitte Baltimore, navire amiral d'une escadre comprenant le Norfolk, l'Eagle, et le Retaliation. Les navires croisent ensemble au large de la Guadeloupe et de la Martinique, à la recherche de corsaires français.
Ainsi, durant les deux ans de la guerre, le Montezuma alterne entre escorte de convois et captures de lettres de marque françaises. En septembre 1799, il retourne à Baltimore et reste à quai avant d'être désarmé, à cause de sa mauvaise tenue en mer. Après de nombreuses hésitations, il est finalement revendu à son propriétaire originel le 30 décembre 1799.

## Source
(en)  Cet article contient du texte publié par le Dictionary of American Naval Fighting Ships dont le contenu se trouve dans le domaine public. La référence peut être lue ici.